# Ołeksandr Potebnia

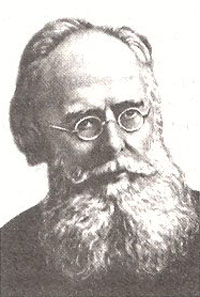
Ołeksandr Opanasowicz Potebnia

Ołeksandr Opanasowicz Potebnia, Aleksandr Afanasjewicz Potiebnia (ukr. Олександр Опанасович Потебня; ros. Александр Афанасьевич Потебня; ur. 10 września?/22 września 1835 w chutorze Maniw, zm. 29 listopada?/11 grudnia 1891 w Charkowie) – ukraiński językoznawca, tłumacz, etnograf, pedagog, filozof. Jeden z najznaczniejszych przedstawicieli teorii lingwistyki w Rosji.
W 1856 roku ukończył studia na uniwersytecie charkowskim. Pozostał na uczelni jako wykładowca, od 1875 roku profesor. Od 1877 roku był członkiem korespondentem Imperatorskiej Akademii Nauk.
Jego brat Andrij wybrał karierę wojskową. Wziął udział w powstaniu styczniowym po stronie polskiej i zginął w walce.

## Ważniejsze publikacje
- Мысль и язык (1862),
- Заметки о малорусском наречии (1870),
- Из записок по русской грамматике (dysertacja doktorska, 1874),
- Из истории звуков русского языка (1886),
- Язык и народность (1895, pośmiertnie),
- Из записок по теории словесности (1905, pośmiertnie).